# 成道寺
成道寺（じょうどうじ）は、日本各地に存在する寺院。

## 一覧

### 東日本
- 成道寺 (藤岡市) - 群馬県藤岡市にある浄土宗の寺院[1]。
- 成道寺 (焼津市) - 静岡県焼津市にある曹洞宗の寺院[2]。所蔵する百萬塔と境内の宝篋印塔は市指定有形文化財[3][4]。
- 成道寺 (袋井市) - 静岡県袋井市にある曹洞宗の寺院[5]。

### 西日本
- 成道寺 (名古屋市) - 愛知県名古屋市にある曹洞宗の寺院[6]。
- 成道寺 (田原市) - 愛知県田原市にある曹洞宗の寺院[7]。所蔵する阿弥陀如来立像は市指定有形文化財[8]。
- 成道寺 (大阪市) - 大阪府大阪市にある浄土宗の寺院[9]。
- 成道寺 (神戸市) - 兵庫県神戸市にある曹洞宗の寺院[10]。境外地にある宝篋印塔は市指定有形文化財[11]。
- 成道寺 (和歌山県有田川町) - 和歌山県有田郡有田川町にある浄土宗の寺院[12]。
- 成道寺 (津山市) - 岡山県津山市にある浄土宗の寺院[13]。山門は市指定重要文化財[14]。
- 成道寺 (福岡市) - 福岡県福岡市にある浄土宗の寺院[15]。
- 成道寺 (田川市) - 福岡県田川市にある曹洞宗の寺院[16]。境内の石造七重塔は市指定有形文化財[17]。
- 成道寺 (熊本市) - 熊本県熊本市にある臨済宗南禅寺派の寺院。